# Bhatgaon
Bhatgaon è una suddivisione dell'India, classificata come nagar panchayat, di 8.221 abitanti, situata nel distretto di Raipur, nello stato federato del Chhattisgarh. In base al numero di abitanti la città rientra nella classe V (da 5.000 a 9.999 persone).

## Geografia fisica
La città è situata a 21° 40' 0 N e 82° 47' 60 E e ha un'altitudine di nn m s.l.m..

## Società

### Evoluzione demografica
Al censimento del 2001 la popolazione di Bhatgaon assommava a 8.221 persone, delle quali 4.116 maschi e 4.105 femmine. I bambini di età inferiore o uguale ai sei anni assommavano a 1.235, dei quali 628 maschi e 607 femmine. Infine, coloro che erano in grado di saper almeno leggere e scrivere erano 4.871, dei quali 2.985 maschi e 1.886 femmine.